# Zarcosia bequaerti
Zarcosia bequaerti is een keversoort uit de familie schijnsnoerhalskevers (Aderidae). De wetenschappelijke naam van de soort werd in 1952 gepubliceerd door Maurice Pic.